# 日本IBM箱崎事業所
日本IBM箱崎事業所（にほんアイビーエムはこざきじぎょうしょ）は、東京都中央区日本橋箱崎町にある日本アイ・ビー・エム（米国IBMの日本法人）の事業所。1989年に開設、2009年10月より同社の本社となっていたが、それは2024年1月30日虎ノ門ヒルズステーションタワーに移転した。
隅田川右岸の隅田川テラスに面するMSH日本橋箱崎ビル（旧名称：三井倉庫箱崎ビル、IBM箱崎ビル）の高層棟に入居している。

## 概要
当事業所は同社内で最も従業員数が多く、同社の本社機能の他に主に営業部門やサービス部門が入居し、最新の製品・サービスのセミナーやプレゼン（デモ）も行われている。また、2015年にはNBF豊洲キャナルフロントに入居していた同社の豊洲事業所が閉鎖となり、当事業所内への移転集約が実施されている。
建物の概要
当事業所および同社本社が入居するMSH日本橋箱崎ビルは、三井倉庫旧本店跡地の再開発（計画名：三井倉庫箱崎再開発）により建設され、かつては三井倉庫箱崎ビル、IBM箱崎ビルという名称であった。1989年3月竣工、建築設計は竹中工務店、所有者は三井倉庫。地上25階・地下3階、高さ約108m、敷地面積約24,000m2、延床面積約136,000m2。1990年には同ビルの建築が評価され、日本建設業連合会主催の第31回BCS賞を受賞している。
当事業所などが入居する高層棟の他に低層棟があり、IBM箱崎ビル内郵便局、タリーズコーヒー、ファミリーマート、企業内保育施設の「こがも保育園」などが入居している。また、かつては紀伊國屋書店、JTB、三井住友銀行などのテナントも入居していた。

## アクセス
- 東京地下鉄半蔵門線 水天宮前駅（2番出口）より徒歩約3分
- 東京シティエアターミナルより徒歩約5分
- 江戸バス北循環 箱崎湊橋通り停留所より徒歩約2分
- かつては都営バス東20乙系統が東京駅丸の内北口から運行されていたが、2014年3月に廃止となった。